# Каштановогрудая кустарниковая кукушка

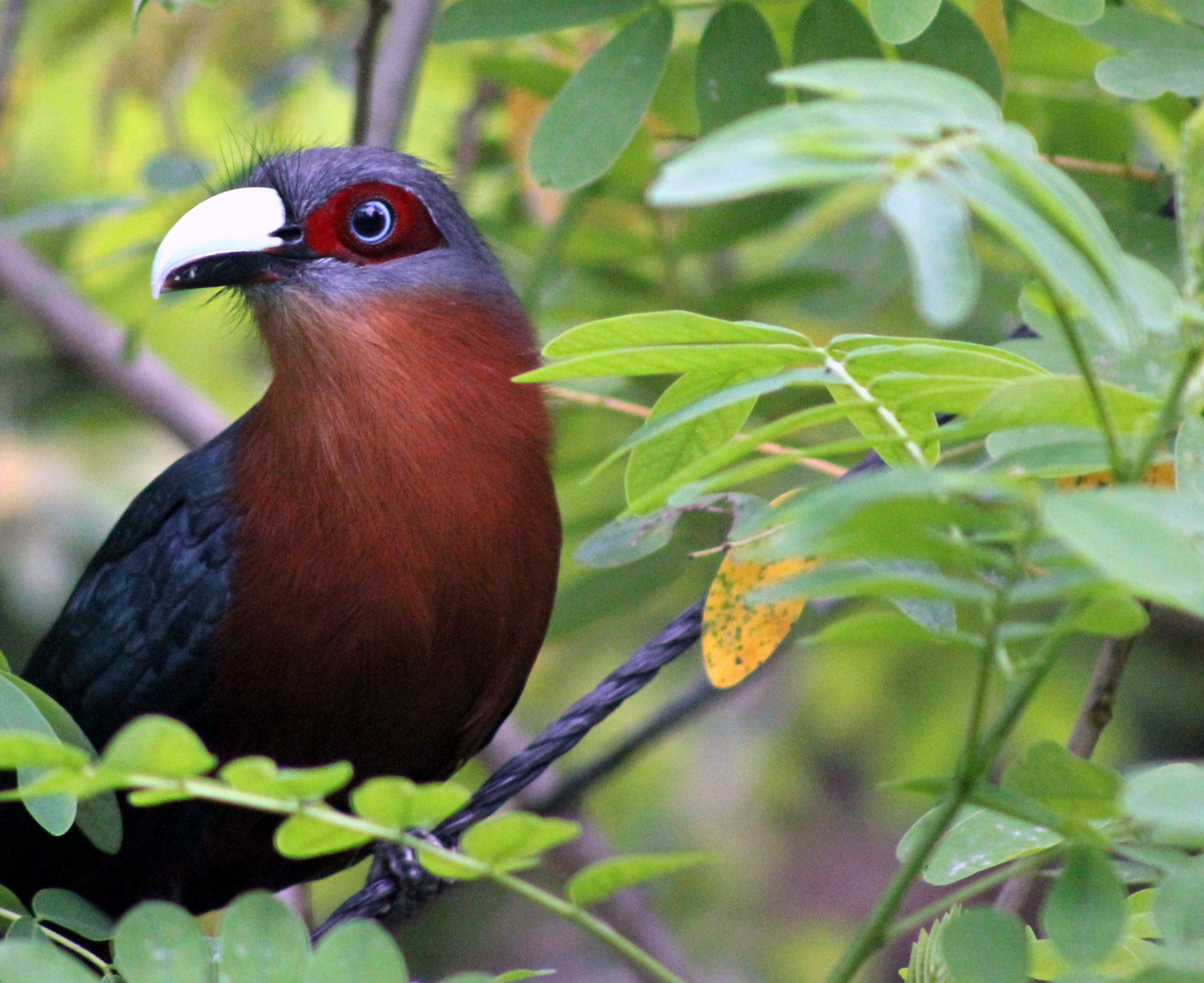

Каштановогрудая кустарниковая кукушка (лат. Phaenicophaeus curvirostris) — вид птиц из семейства кукушковых. Выделяют 5 подвидов. Область распространения — южный Индокитай и острова Юго-Восточной Азии. Благодаря своей яркой окраске часто содержится в зоопарках, однако, как и другие кукушки, в неволе не размножается.

## Описание
Достаточно крупная древесная птица с большим загнутым клювом, короткими крыльями и очень длинным хвостом. Общая длина взрослой особи варьирует от 42 до 49 см, масса около 122 г. В глаза в первую очередь бросается ярко-красное кольцо морщинистой кожи вокруг глаз, граничащее с такой же красной нижней частью клюва (подклювьем). Верхняя часть клюва (надклювье) жёлтое либо рогового цвета. Оперение головы серое с белыми узкими надбровными полосками. Остальной верх блестящий тёмно-зелёный, с возрастом приобретает синий оттенок. Верхняя половина хвоста зелёная, нижняя винно-красного цвета без белой окантовки. Горло, грудь и брюхо каштаново-коричневые. У молодых птиц неоперённая область вокруг глаз занимает меньшую площадь, большая часть подклювья чёрная. Половой диморфизм проявляется лишь в окраске радужной оболочки: у самцов она голубая, у самок жёлтая.

## Распространение
Каштановогрудая кустарниковая кукушка обитает в Юго-Восточной Азии. Материковая часть ареала охватывает область Танинтайи в южной Мьянме, юго-западный Таиланд и Малайский полуостров. Кроме того, птица распространена на Больших Зондских островах (Суматра, Калимантан, Ява), Бали, группе островов Анамбас и в западной части Филиппинского архипелага. Населяет разнообразные леса, при этом отдаёт предпочтение густым зарослям. Наиболее типичные биотопы — чащи и буреломы в влажного тропического леса, вторичный лес, торфяной болотный лес, мангровые заросли. Иногда встречается на опушках и вырубках. Местами кукушка освоила культурные ландшафты, её можно встретить в виноградниках, старых плантациях какао, цитрусовых и каучука, а также в садах.

## Образ жизни
Каштановогрудая кустарниковая кукушка обычно держится в кронах деревьев на высоте 30—50 м и изредка опускается на землю лишь для того, чтобы схватить добычу. Как правило, ведёт одиночный образ жизни, изредка присоединяется к смешанным стайкам других кустарниковых кукушек, дронго, древесных личинкоедов и сорок. С ветки на ветки перепрыгивает подобно белкам, регулируя направление движения с помощью длинного хвоста.
Основу питания составляют крупные насекомые: гусеницы коконопрядов (в том числе волосатые), саранчовые, цикады, жуки, тараканы, палочники, богомолы. Также употребляет в пищу мелких крабов, ящериц, лягушек, небольших змей, грызунов. Охотится с присады, затаившись среди густой листвы. При случае поедает птенцов других птиц.
Эта кукушка самостоятельно насиживает свои яйца и выкармливает птенцов. Интервал размножения растянут с января по сентябрь, при этом в отдельных частях ареала пик гнездовой активности может приходиться на те или иные месяцы. На Калимантане кукушка гнездится с августа по декабрь. Гнездо, строительством которого занимаются обе птицы пары, состоит из сухих сучьев казуарины, рамбутана и других лиственных пород. Оно располагается в развилке куста или дерева на высоте 2,5—10 м от поверхности земли. Изнутри гнездо выстилается зелёными листьями тех же растений. Диаметр готовой постройки около 35 см, высота постройки 13 см, диаметр лотка 11 см, глубина лотка 5 см. Кладка содержит 2 или три яйца с матовой скорлупой белого цвета, размером 39×28 мм. Период инкубации не менее 13 дней. Насиживают и выкармливают потомство обе взрослые птицы. Вылет птенцов в возрасте 11 дней или около того.